# 医療法 (大韓民国)
医療法（いりょうほう／의료법）は、大韓民国における医療について規定し国民の健康を保護増進することを目的とした法律（1973年法律第2533号）である。本法は、1951年9月25日に国民医療法（1951年法律第221号）として制定され、1973年2月16日に医療法に改正された。
本法では、医療法人の許認可や医療行為の権限等について定めるほか、医師（의사）、歯科医師（치과의사）、韓医師（한의사）、助産師（조산사）、看護師（간호사）についても規定している。
日本での医療法と構成が類似しているが、韓国の医療法には、日本の医師法、歯科医師法、保健師助産師看護師法に相当する内容が盛り込まれている（医師・歯科医師・韓医師・助産師・看護師の規定）点が異なる。

## 構成
第1章 総則
法の目的、用語の定義などを規定している。
第2章 医療人
医師、歯科医師、韓医師、助産師、看護師の資格と免許、権利と義務、医療行為の制限、医師会・歯科医師会・韓医師会・助産師会及び看護師会についての章である。大統領令に基づき、中央会が法人として設立されることがここで定められている。
第3章 医療機関
医療機関の開設や管理等について定めた章である。1か所の医療機関のみ開設できる。医師は綜合病院・病院・療養病院又は医院、歯科医師は歯科病院又は歯科医院、韓医師は韓方病院・療養病院又は韓医院、助産師は助産院のみを開設できる。
第4章 医療広告
広告の制限について規定している。
第5章 監督
行政による医療行為等への監督の規定である。
第5章の2 紛争調停
第6章 補則
第7章 罰則
附則